# Kiosk (groupe)
Kiosk (en persan : کيوسک, kiosque) est un groupe de musique rock iranien.

## Introduction
Kiosk est un groupe de Blues/Rock/Jazz créé à Téhéran dans les années 1990 par divers jeunes musiciens qui se réunissaient dans des caves. Le groupe a publié trois albums, tous illégaux en Iran. Leur premier album, Ordinary Man (en persan : آدم معمولی, Un Homme Ordinaire) est sorti le 15 juillet 2005 sous leur label indépendant Bamahang Productions. 
Leur deuxième album, Amor de la Velocidad (en persan : عشق سرعت, Amour de la Vitesse) est sorti sous ce même label le 1er avril 2007.
Leur troisième album, Global Zoo (en persan : باغ وحش جهانی, Zoo Mondial) est également sorti sous ce label le 14 novembre 2008.
La plupart des membres du groupe vivent aux États-Unis ou au Canada.

## Musiciens
- Ali Kamali (guitare basse)
- Babak Khiavchi (guitares)
- Shahrouz Molaei (batterie)
- Ardalan Payvar (claviers)
- Arash Sobhani (guitares & chant)

## Discographie
- Ordinary Man, 2005

1. Roozmaregi
2. Taraneh
3. Adameh Mamooli (Un homme ordinaire)
4. Taghseereh Man Bood (C'est de ma faute)
5. Zorbaye Malayeri (Zorba le Malayeri)
6. Sobh Shod (C'est le matin)
7. Ey Dad Az Eshgh
8. Ghanooneh Kham Shodeh Blues
9. Jaddeh Khoshbakhti (La route du bonheur)

- Amor de la velocidad, 2007

1. Eshghe Sorat (Amour de la vitesse)
2. Bitarbiat(Mal élevé)
3. Hame Ragham Mojood Ast
4. Afsoos (Hélas)
5. Shab Raft(La nuit est finie)
6. To Kojayee (Où es-tu)
7. Kolangi Ghabeleh Sokoonat
8. Miniboos Sabz (Le minibus vert)
9. Lalaee Barayeh Madarbozorg(Berceuse pour ma grand'mère)
10. Amoo Asdollah(Oncle Asdollah)
11. Zoghal Khoob

- Global Zoo, 2008

1. Ay Ay 1
2. Sirabi e Naft
3. Pragmatism e Eshghi
4. Agha! Nigah Dar
5. Kafsh
6. Livanha, Botriha, Galonha
7. Gerogangiri Dar Bagh e Vahsh
8. Chahrkesh e Pooch
9. Yarom Bia
10. Ay Ay 2